# Andreas Carlsson (Songwriter)

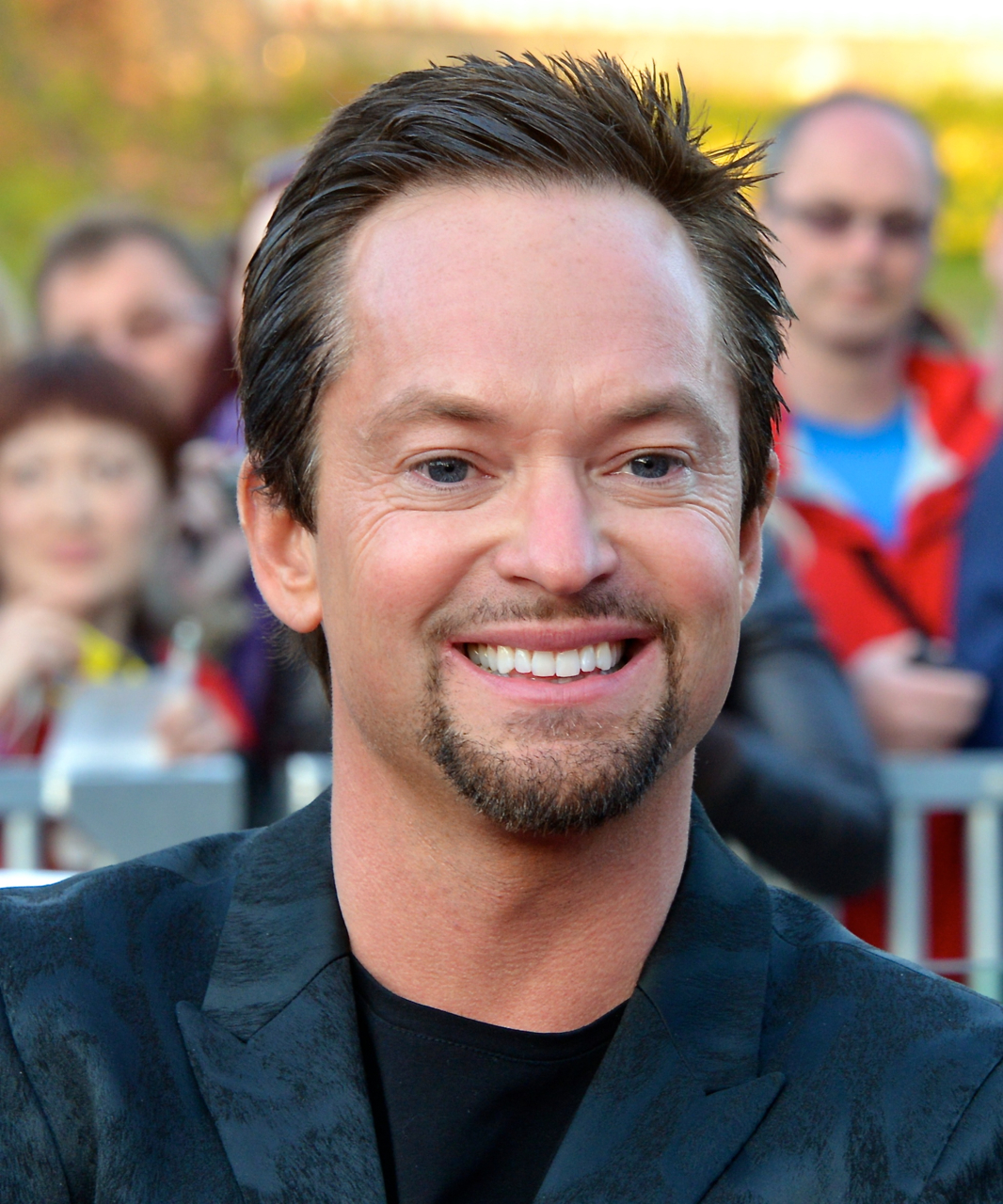
Andreas Carlsson bei der Eröffnung des ABBA-Museums 2013

Andreas Mikael Carlsson (* 3. April 1973 in Danderyd) ist ein schwedischer Songwriter und Musikproduzent. Seinen Durchbruch hatte er 1999 als Mitautor von I Want It That Way von den Backstreet Boys, das ihm auch eine Grammy-Nominierung brachte. In den 2000ern war er an zahlreichen Nummer-eins-Hits beteiligt und schrieb für die erfolgreichsten Boygroups und andere Popstars.

## Biografie
Andreas Carlsson wuchs in den ersten Jahren in Danderyd am Rand Stockholms auf. Als er zehn Jahre alt war, zog seine Familie nach Tingsryd in Südschweden. Sein Vater war ein erfolgreicher Popmusiker und häufig auf Tour, die musikalische Tradition in der Familie reichte aber noch zwei weitere Generationen zurück. Seine eigene Entwicklung wurde maßgeblich gefördert von seinem Musiklehrer Magnus Lundin. Von ihm wurde er über den Musikunterricht hinaus in Songwriting und Studioproduktion eingeführt und er wurde sein Mentor, als er eine Musikkarriere begann. Mitte der 1990er veröffentlichte er ohne größeren Erfolg eigene Singles und das Album The Real Thing. Er wurde aber 1996 bei einem Konzert der Backstreet Boys in Stockholm für das Vorprogramm engagiert und der schwedische Produzent Denniz Pop wurde auf ihn aufmerksam. Er bot ihm einen Platz in seinem Cheiron-Team von Produzenten und Songwritern an.
Von da an arbeitete er mit Max Martin, Kristian Lundin, Jörgen Elofsson und anderen zusammen. Pop starb 1998, Cheiron lief noch zwei Jahre weiter. Danach gründete er mit Lundin The Location. In der Zeit entstanden zahlreiche Hits für weltweit erfolgreiche Interpreten wie die Backstreet Boys, *NSYNC, Westlife, Britney Spears, Bon Jovi und Céline Dion. Sein erfolgreichster Song ist das zusammen mit Max Martin geschriebene I Want It That Way, ein Nummer-eins-Hit für die Backstreet Boys, das bei den Grammy Awards 2000 für den Song des Jahres nominiert und über 100 Mal gecovert wurde. Magazine wie Billboard und Rolling Stone nahmen das Lied in bestimmten Auswertungen in die Top 10 der besten Songs aller Zeiten auf.
Mitte der 2000er trat das Songwriting langsam in den Hintergrund und er widmete sich anderen Projekten. Von 2008 bis 2010 war er Jurymitglied bei der schwedischen Pop-Idol-Castingshow und schrieb im ersten Jahr den Siegersong With Every Bit of Me für Kevin Borg. 2012 war er Coach und Juror bei The X Factor. Von 2009 bis 2013 veröffentlichte er drei Bücher rund um das Musikgeschäft. 2014 gründete er mit Magnus Lundin die nationale Academy of Music and Business in Tingsryd und 2017 eine weitere Musikakademie in Vara. 2016 schrieb er mit an dem Broadway-Musical Paramour der kanadischen Artistengruppe Cirque du Soleil.

## Diskografie
Beteiligungen an Chartsongs (Auswahl)
- Until the Time Is Through / Five (1998)
- I Want It That Way / Backstreet Boys (1999)
- Born to Make You Happy / Britney Spears (1999)
- That’s the Way It Is / Céline Dion (1999)
- Bye Bye Bye / *NSYNC (2000)
- It’s Gonna Be Me / *NSYNC (2000)
- Sorry, I’m in Love / Emilia (2000)
- To Be Able to Love / Jessica Folcker (2000)
- Il mio sbaglio più grande / Laura Pausini (2000)
- Here and Now / Steps (2000)
- When You’re Looking Like That / Westlife (2000)
- Drowning / Backstreet Boys (2001)
- Words Are Not Enough / Steps (2001)
- All About Lovin’ You / Bon Jovi (2002)
- Everyday / Bon Jovi (2002)
- Misunderstood / Bon Jovi (2002)
- I’m Alive / Céline Dion (2002)
- Life Goes On / LeAnn Rimes (2002)
- Suddenly / LeAnn Rimes (2002)
- Invisible / Clay Aiken (2003)
- Obvious / Westlife (2003)
- We Are / Ana Johnsson (2004)
- Dreams / Diana DeGarmo (2004)
- Inside Your Heaven / Carrie Underwood (2005)
- She’s So / Tobias Regner (2006)
- I Can’t Say I’m Sorry / Erik Segerstedt (2007)
- Stay with Me / Ironik (2008)
- Waking in Vegas / Katy Perry (2008)
- Desperate / Stanfour (2008)
- Last Look at Eden / Europe (2009)
- The Best Thing About Me Is You / Ricky Martin (2010)

## Werke
- Live to win - låtarna som skrev mitt liv (Autobiografie, 2009)
- His Dandy (Geschichte, 2010)
- Motivationsföreläsning – Från Idé till Succé (Sachbuch, 2013)